# Suriana maritima
Suriana es un género monotípico de plantas fanerógamas pertenecientes a la familia Surianaceae. Su única especie: Suriana maritima, se encuentra en África y América.

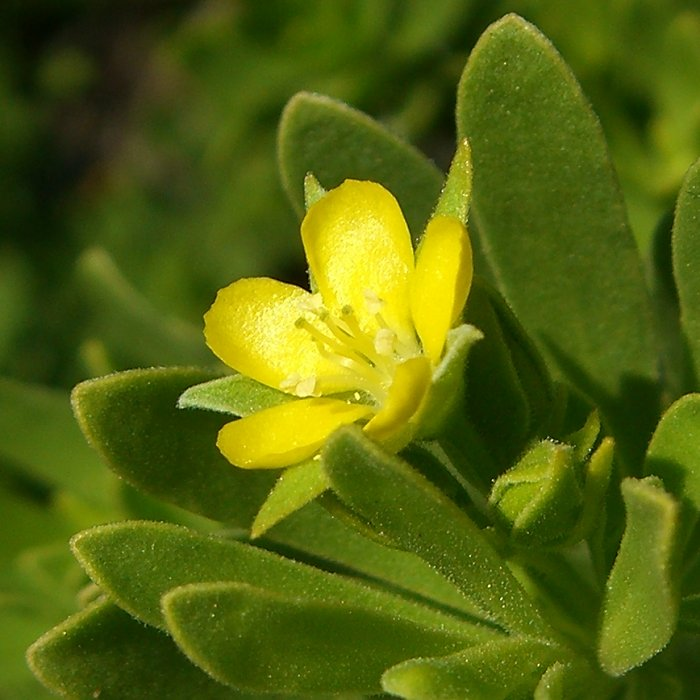
Flor

## Características
Son árboles o arbustos xerófitos con hojas pequeñas o medianas, alternas, coriáceas, pecioladas o sésiles, simples, enteras, lineales o lanceoladas u oblongas y con los márgenes enteros. Son hermafroditas con las inflorescencias en racimos o cimas. El fruto es una drupa.

## Taxonomía
Suriana maritima fue descrita por Carlos Linneo y publicado en Species Plantarum 1: 284. 1753.